# Gare de Cáceres
La Gare de Cáceres est située au sud de Cáceres, une ville de l'ouest de l'Espagne, dans la communauté autonome d'Estrémadure. C'est la capitale de la province de Cáceres; La gare permet la desserte de la ville pour les lignes régionales R-10 et A-8 qui permettent de rejoindre Madrid, Séville, Badajoz et Plasencia.

## Histoire
Gare AVE : la gare va être entièrement remaniée pour l'arrivée de la ligne à grande vitesse Madrid-Lisbonne qui permettra de relier les deux capitales ibériques. Elle aura pour particularité d'accueillir deux types d'écartement de rails : international (UIC) pour l'AVE Madrid-Lisbonne et espagnol pour les lignes régionales.

## Service des voyageurs

### Desserte
Grandes Lignes :
| Nom   | Destination             | Matériel  |
| ----- | ----------------------- | --------- |
| Talgo | Madrid-Atocha - Badajoz | Talgo VII |

Deux lignes régionales desservent la ville Regional Exprés et Andalucía Exprés :
| Lignes | Trajet                       | Villes desservies |
| ------ | ---------------------------- | --- |
| R10    | Madrid - Cáceres - Badajoz   | Madrid-Atocha - Leganés - Fuenlabrada - Illescas - Torrijos - Erustes - Montearagón - Talavera de la Reina - Oropesa de Toledo - Navalmoral - Casatejada - Monfragüe - Plasencia - Mirabel - Casas de Millán - Cañaveral - Cáceres - Carmonita - Mérida - Aljucén - Garrovilla - Torremayor - Montijo - Montijo-Apeadero - Guadiana - Badajoz                        |
| A8     | Séville - Mérida - Plasencia | Séville-Santa Justa - La Rinconada - Brenes - Cantillana - Los Rosales - Tocina - Alcolea del Río - Villanueva del Río Minas - Pedroso - Fábrica de Pedroso - Cazalla-Constantina - Alanis - Guadalcanal - Fuente del Arco - Llerena - Zafra - Los Santos de Maimona - Villafranca de los Barros - Almendralejo - Calamonte - Mérida - Aljucén - Cáceres - Plasencia |